# چیزی درمورد کری
چیزی درمورد کری (به انگلیسی: Somethin' 'Bout Kreay) نخستین آلبوم استودیویی از رپر آمریکایی کریشان که در ۱۴ سپتامبر سال ۲۰۱۲ برای دانلود دیجیتال منتشر گردید و نسخهٔ سی‌دی آن به‌صورت انحصاری در فروشگاه هات تاپیک و تحت قرارداد کلمبیا رکوردز در ایالات متحده عرضه شد. همچنین نسخهٔ سی‌دی در ۲۵ سپتامبر سال ۲۰۱۲ در سایر کشورها منتشر شد. در این آلبوم هنرمندانی نظیر چیپی نانستاپ، وی-نستی، دیپلو، سیسی نابی، کید کادی و تو چینز به‌عنوان مهمان حضور دارند: تهیه و تولید آلبوم نیز عمدتاً بر عهدهٔ فری اسکول، جوناس جبرگ و دی‌جی تو استکس در میان اشخاص دیگر، بوده‌است.